# El Camino
 Denne artikel omhandler et musikalbum af Thomas Helmig. For pilgrimsruten i Spanien, se Jakobsvejen.
El Camino er det tolvte studiealbum fra den danske sanger og sangskriver Thomas Helmig, der blev udgivet den 19. april 2004. Albummet er optaget i Helmigs studie The Annex i Risskov, Grapehouse Studio i København og Feedback Recording i Viby. El Camino har modtaget platin for 40.000 solgte eksemplarer.

## Trackliste
Alt tekst og musik er skrevet af Thomas Helmig, undtagen hvor noteret.
| #   | Titel                                                 | Længde |
| --- | ----------------------------------------------------- | ------ |
| 1.  | "Gold Digger"                                         | 4:01   |
| 2.  | "Sundown"                                             | 4:21   |
| 3.  | "I'm Sorry"                                           | 4:27   |
| 4.  | "Mystery"                                             | 3:54   |
| 5.  | "El Camino"                                           | 4:36   |
| 6.  | "Your Frozen Heart" (Thomas Helmig, Jesús de la Rosa) | 4:12   |
| 7.  | "October Rain"                                        | 4:30   |
| 8.  | "You Can't Feel"                                      | 4:27   |
| 9.  | "Dinner & Drinks"                                     | 3:45   |
| 10. | "Swedish Mile"                                        | 3:20   |
| 11. | "OK Reneé"                                            | 3:27   |
| 12. | "Heartache in the City"                               | 4:58   |

## Hitliste- og salgsplacering
| Hitliste (2004) | Højeste placering | Certificering |
| --------------- | ----------------- | ------------- |
| Danmark         | 1                 | Platin        |